# Vetenskapsåret 1705

## Händelser
- Edmond Halley skriver i Synopsis Astronomia Cometicae att kometer som blivit sedda 1456, 1531, 1607 och 1682 egentligen var en och samma komet som han förustpår kommer att återkomma 1758.
- Raymond Vieussens publicerar Novum vasorum corporis humani systema där han är först med att ge en korrekt beskrivning av bland annat hjärtats vänstra ventrikel.

## Födda
- 22 februari - Peter Artedi (död 1735), svensk naturforskare.
- 11 april - William Cookworthy (död 1780), engelsk kemist.
- 21 juni - David Hartley (död 1757), engelsk läkare och psykolog.
- Charles Labelye (död ca 1781), schweizisk ingenjör.
- Thomas Boulsover (död 1788), engelsk uppfinnare.
- okänt datum - Faustina Pignatelli (död 1785), italiensk matematiker.

## Avlidna
- 17 januari - John Ray (född 1627), engelsk naturforskare.
- 16 augusti - Jakob Bernoulli (född 1654), schweizisk matematiker.
- 11 oktober - Guillaume Amontons (född 1663), fransk instrumentmakare och fysiker.